# Feng Zikai
Feng Zikai, född 9 november 1898 i Tongxiang, Zhejiang, död 15 september 1975 i Shanghai, var en kinesisk konstkritiker, målare, karikatyrtecknare och buddhist. Feng är känd som en banbrytare inom den kinesiska seriekonsten manhua. 
Feng kom från en välbeställd familj som på grund av oroligheterna i Kina under mitten av 1800-talet tvingats överge kejserliga examensväsendet till förmån för en kommersiell karriär. Han studerade både i Kina och Japan.
Feng utarbetade en särskild stil som kombinerade kinesisk tuschteknik med moderna impulser och slog igenom på 1920-talet som serietecknare och illustratör. Ett av hans mest kända verk är illustrationer av Lu Xuns verk. Under andra kinesisk-japanska kriget (1937-45) tvingades Feng fly till Guangxi-provinsen.
Efter Folkrepubliken Kinas grundade 1949 upphörde Feng att verka som illustratör.